# カピンガマランギ環礁
カピンガマランギ環礁（カピンガマランギかんしょう、英語: Kapingamarangi atoll）、またはグリニッジ環礁（グリニッジかんしょう、英語: Greenwich atoll）はミクロネシア連邦ポンペイ州に属し、33の島々から成る環礁島である。ミクロネシア連邦最南端の領土であり、首都のあるポンペイ島の南西740kmに位置し、最も近いヌクオロ環礁とも約300km離れている。
なおカピンガマランギ環礁は、1945年（昭和20年）まで日本の委任統治領最南端であり、戦時の一時的な占領を除いて、日本が統治した領域では最南端にあたる領土であった。

## 概要
カピンガマランギ環礁の礁湖を含めた全体の面積は74 km2であるが、そのうち満潮時でも海面上にある陸地面積は1.1km2である。干潮時には礁湖を取り囲むように陸地が出現するが、満潮時には島の西側の大部分は沈んでしまい、島の東側に33の島を残すだけとなる。そのうち住民がいる島は隣接するウェルア(Welua)島、トウホウ(Touhou)島、タリンガ(Taringa)島の三島で、そのほかの島には定住人口はなく、農園として利用されている。
カピンガマランギ環礁の人口は2007年の時点で約500人であり、そのほとんどはトウホウ島とウェルア島に集中しているため、両島は土手道で接続されている。両島のうち主島はトウホウ島で、行政機関や伝統的酋長の屋敷もトウホウ島にある。

## 歴史
カピンガマランギ環礁は地理的にはミクロネシアに属するが、住民は13世紀頃にツバルから移住してきたポリネシア人である。
1899年に他のカロリン諸島と共にドイツ領ニューギニアの一部となる。
1900年、住民の一部はカピンガマランギ環礁を離れてポンペイ島に移住し、ポラキート村（Porakiet village）を建設した。ポラキート村は後にカピンガマランギ村とも呼ばれるようになり、現在でもポリネシア系の住民が伝統文化を守って暮らしている。
太平洋戦争開戦直後には、日本海軍横浜海軍航空隊の一部や第十七航空隊グリニッジ派遣隊が水上機基地を建設し、ラバウル攻略作戦の支援任務や哨戒任務に就いたが、戦線の拡大に伴っていずれも翌1942年（昭和17年）3月までにカピンガマランギ環礁を離れた。
その後、1943年（昭和18年）7月に第九〇二海軍航空隊の一部がカピンガマランギ環礁に進出し、再び哨戒任務に就いたが、10月に米軍の空襲を受けて無力化され、11月に一部の基地要員を除きトラック諸島へ撤退している。
11月の空襲の際には日本船が2隻撃沈されている。その船体は現在も礁湖内に残っており、レックダイビングのスポットとなっている。

## 言語
住民は英語の他、ポリネシア諸語に属するカピンガマランギ語を話す。カピンガマランギ語はポリネシア諸語のうちのエリス諸語というグループの一員で、ツバル語と近縁であることが判明している。

## 脚註
1. ↑  ウエル(Ueru)島とも呼ばれる。
2. ↑  http://www.pacificwrecks.com/airfields/fed_states/kapingamarangi/index.html
3. ↑  http://www.pacificwrecks.com/ships/ijn/kapingamarangi.html